# Nossi-Bé

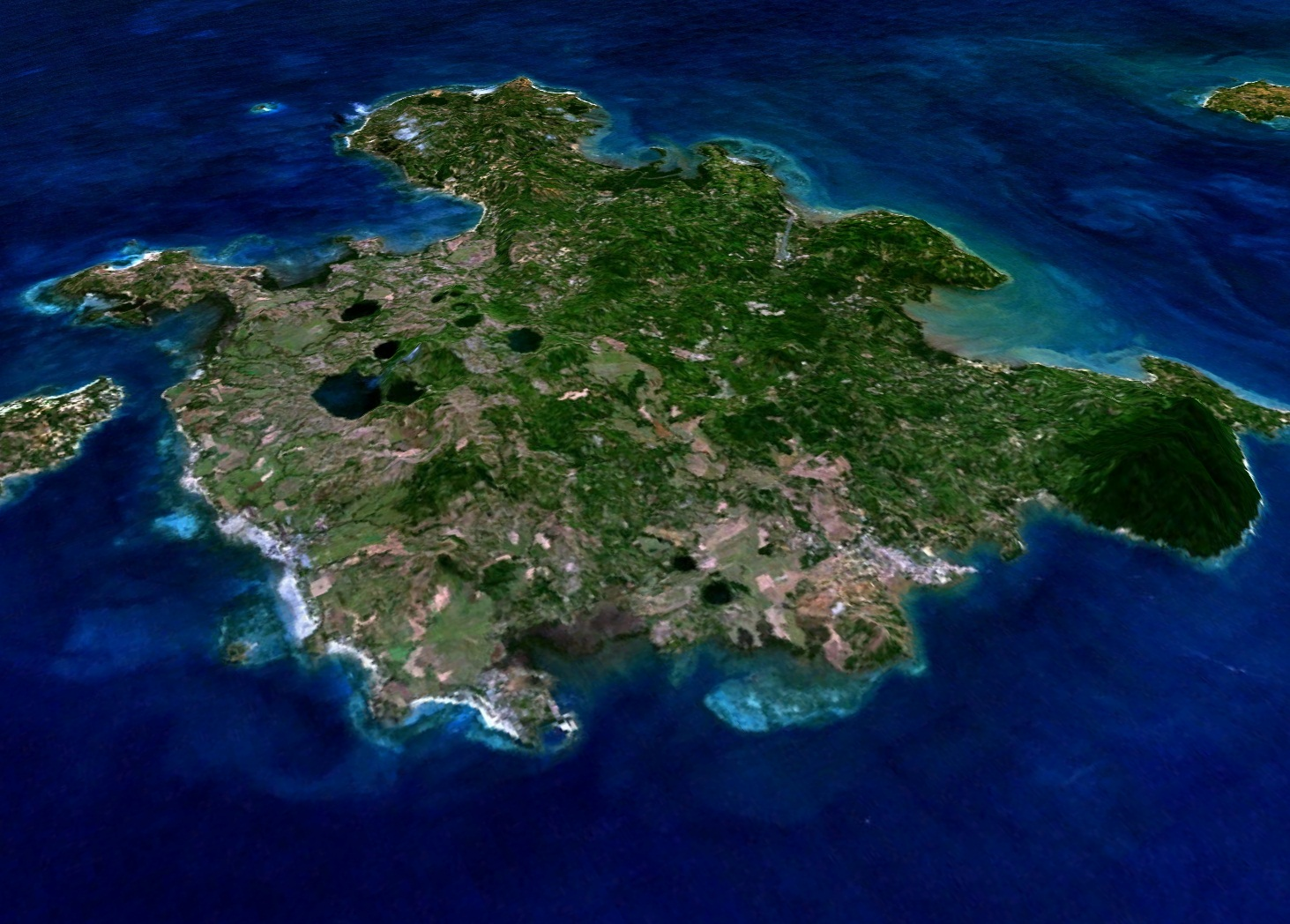
Satellitbild på ön.

Nossi-Bé (eller Nosy Be) är en vulkanö vid nordvästra kusten av Madagaskar, 290 kvadratkilometer stor.
Nossi-Bé når en höjd av 600 meter över havet, och var tidigare känt för sin odling av socker, kakao och vanilj. Ön, som 1840 erövrades av Frankrike tillhör nu Madagaskar.